# Iridopelma hirsutum
Iridopelma hirsutum là một loài nhện trong họ Theraphosidae.
Loài này thuộc chi Iridopelma. Iridopelma hirsutum được Mary Agard Pocock miêu tả năm 1901.

## Hình ảnh

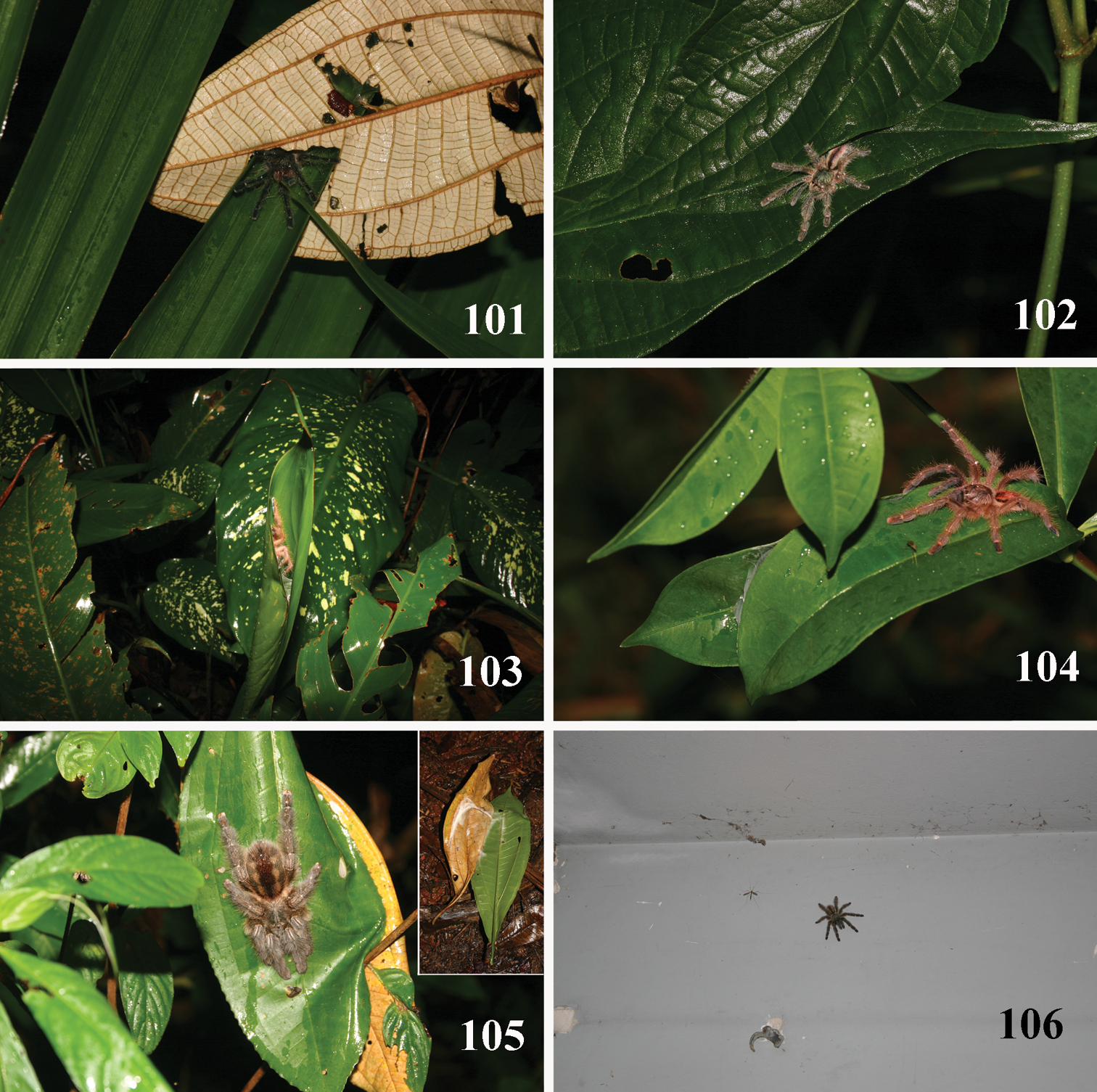